# Николина Гора
Нико́лина Гора́ (до 2011 года ДСК «РАНИС») — посёлок в Одинцовском городском округе Московской области. Ранее входил в состав сельского поселения Успенское. Николина Гора — одно из самых известных стародачных мест Подмосковья. Расположен на 22 км Рублёво-Успенского шоссе.

## История
Первоначально на месте нынешнего посёлка находился погост, население которого платило дань звенигородским князьям.

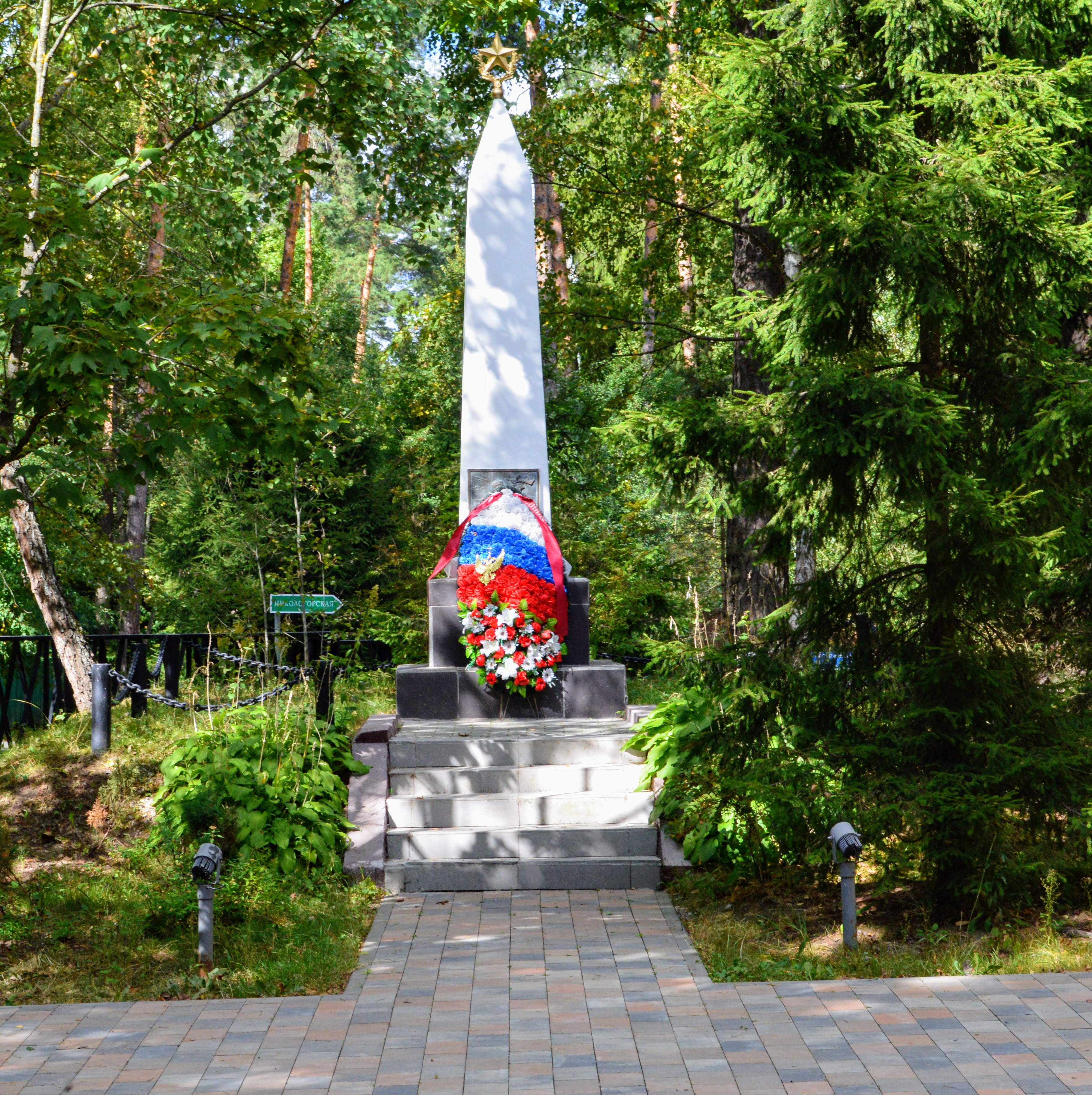
Братская могила советских воинов в посёлке Николина Гора

В 1473 году в грамоте князя Андрея Васильевича упоминается небольшой монастырь святого Николы на Песку, возникший на месте погоста. Позднее вокруг монастыря было построено несколько крестьянских дворов, образовавших сельцо Никольское на Песку.
В 1619 году сельцо стало местом торжественной встречи митрополита (позднее патриарха) Филарета, возвращавшегося из польского плена, с его сыном царем Михаилом Фёдоровичем.
В 1624 году сельцо насчитывало пять дворов.
В середине XVII века монастырь и сельцо прекратили свое существование, престол Святого Николы был перенесен из монастыря в приходскую церковь села Аксиньино.
Во время Великой Отечественной войны в декабре 1941 года линия фронта проходила по окраине посёлка, который защищала 43-я Отдельная стрелковая бригада, сформированная в Новосибирске. 6 декабря 1941 года в результате контрнаступления Красной армии через Масловский лес и Аксиньинское болото противник был вынужден отступить. Погибшие красноармейцы были похоронены в братской могиле на территории посёлка.
После окончания войны комсомольцы посёлка под руководством художника-керамиста Н. С. Селезнёва установили на братской могиле памятник. В на торжественной церемонии открытия 24 августа 1952 года выступал генерал-лейтенант А. М. Пронин. Памятник представляет собой пятиметровый обелиск, увенчанный пятиконечной звездой. В центральной части — барельеф, изображающий красноармейца, атакующего врага. Под ним — стихи Н. П. Кончаловской.

### ДСК «РАНИС»
В 1922—1925 годах на Николиной Горе начинается строительство дачного кооператива РАНИС (работников науки и искусства).
В довоенные и первые послевоенные годы здесь жили биохимик Алексей Николаевич Бах, Михаил Ботвинник, ботаник Владимир Леонтьевич Комаров, экономист Константин Васильевич Островитянов, видный полярник Отто Юльевич Шмидт, биохимик Владимир Александрович Энгельгардт, физик и нобелевский лауреат Пётр Леонидович Капица, известный исследователь сна Иван Николаевич Пигарёв, первый нарком здравоохранения РСФСР Николай Александрович Семашко, известный советский уролог Анатолий Павлович Фрумкин, министр здравоохранения РСФСР, советский и российский учёный-гематолог, академик АМН СССР Андрей Иванович Воробьёв, экономист-аграрник Александр Васильевич Чаянов, композиторы Сергей Сергеевич Прокофьев, Николай Яковлевич Мясковский, Виссарион Яковлевич Шебалин, пианист Николай Арнольдович Петров, писатели Викентий Викентьевич Вересаев, Алексей Силыч Новиков-Прибой и Сергей Владимирович Михалков, актёр Василий Иванович Качалов, певцы Антонина Васильевна Нежданова и Александр Павлович Огнивцев, а также писатель, поэт, драматург и сценарист Вадим Николаевич Коростылёв, книговед и библиограф Иоэль Нафтальевич Кобленц.
В настоящее время здесь проживают семьи известных бизнесменов, продюсеров и режиссёров Никиты Михалкова и Андрея Кончаловского и писатель, автор сценария анимационного фильма «Необыкновенное приключение Серафимы» Тимофей Веронин. Здесь же начинала свой творческий путь известная московская художница Юлия Долгорукова (Жудро).

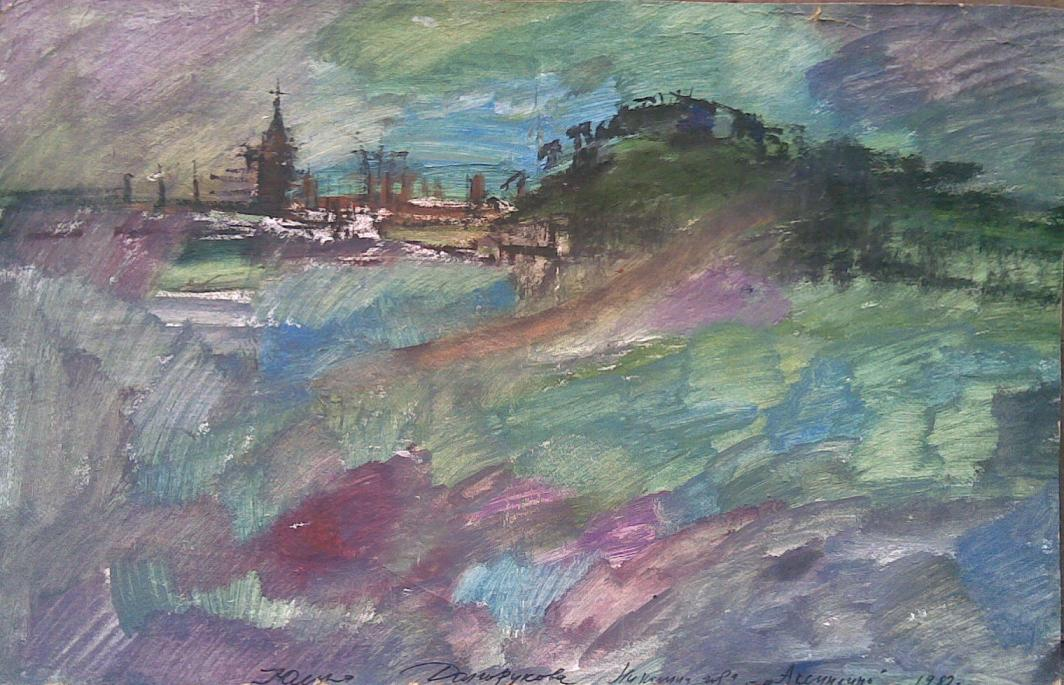
Аксиньино. Церковь

### Население
| 2010 |
| ---- |
| 509  |